# Lista dos deputados estaduais de Santa Catarina – 16.ª legislatura (2007–2011)
Lista dos deputados estaduais de Santa Catarina - 16ª legislatura (2007 – 2011).

## Composição das bancadas
| Partido | Líder              | Bancada | Posição  |
| ------- | ------------------ | ------- | -------- |
| PMDB    | Rogério Mendonça   | 11 / 40 | Governo  |
| PP      | Jandir Bellini     | 6 / 40  | Oposição |
| PT      | Décio Góes         | 6 / 40  | Oposição |
| DEM     | Cesar Souza Júnior | 6 / 40  | Governo  |
| PSDB    | Clésio Salvaro     | 6 / 40  | Governo  |
| PDT     | Dagomar Carneiro   | 2 / 40  | Oposição |
| PPS     | Altair Guidi       | 1 / 40  | Governo  |
| PTB     | Narcizo Parisotto  | 1 / 40  | Governo  |
| PR      | Odete de Jesus     | 1 / 40  | Oposição |

## Deputados estaduais
| Número | Deputados estaduais eleitos | Partido | Votação | Percentual | Cidade onde nasceu | Unidade federativa |
| 15220  | Herneus de Nadal            | PMDB    | 72.093  | 2,19%      | Palmitos           | Santa Catarina     |
| 15109  | Ronaldo Benedet             | PMDB    | 60.571  | 1,84%      | Criciúma           | Santa Catarina     |
| 45110  | Clésio Salvaro              | PSDB    | 59.061  | 1,80%      | Criciúma           | Santa Catarina     |
| 15010  | Rogério Peninha             | PMDB    | 54.845  | 1,67%      | Nova Trento        | Santa Catarina     |
| 45777  | Nilson Gonçalves            | PSDB    | 54.823  | 1,67%      | Curitiba           | Paraná             |
| 45123  | Jorginho Mello              | PSDB    | 54.002  | 1,64%      | Ibicaré            | Santa Catarina     |
| 25100  | Cesar Souza Júnior          | PFL     | 52.051  | 1,58%      | Florianópolis      | Santa Catarina     |
| 15270  | Romildo Titon               | PMDB    | 51.969  | 1,58%      | Tangará            | Santa Catarina     |
| 25111  | Júlio Garcia                | PFL     | 51.010  | 1,55%      | Florianópolis      | Santa Catarina     |
| 11611  | Jandir Bellini              | PP      | 50.272  | 1,53%      | Ponte Serrada      | Santa Catarina     |
| 25000  | Darci de Matos              | PFL     | 48.109  | 1,46%      | Cafelândia         | Paraná             |
| 15700  | Antonio Aguiar              | PMDB    | 46.831  | 1,42%      | Canoinhas          | Santa Catarina     |
| 25200  | Onofre Agostini             | PFL     | 45.571  | 1,39%      | Ipê                | Rio Grande do Sul  |
| 45678  | Dado Cherem                 | PSDB    | 44.232  | 1,35%      | Brusque            | Santa Catarina     |
| 15180  | Moacir Sopelsa              | PMDB    | 44.185  | 1,34%      | Concórdia          | Santa Catarina     |
| 11311  | Silvio Dreveck              | PP      | 42.551  | 1,29%      | Campo Alegre       | Santa Catarina     |
| 15215  | João Henrique Blasi         | PMDB    | 42.485  | 1,29%      | Florianópolis      | Santa Catarina     |
| 15321  | Renato Hinnig               | PMDB    | 42.147  | 1,28%      | Venâncio Aires     | Rio Grande do Sul  |
| 45222  | Gilmar Knaesel              | PSDB    | 41.423  | 1,26%      | Pomerode           | Santa Catarina     |
| 25123  | Gelson Merisio              | PFL     | 40.332  | 1,23%      | Xaxim              | Santa Catarina     |
| 12580  | Sargento Amauri Soares      | PDT     | 40.108  | 1,22%      | Imbuia             | Santa Catarina     |
| 25605  | Jean Kuhlmann               | PFL     | 38.047  | 1,16%      | Blumenau           | Santa Catarina     |
| 13313  | Ana Paula Lima              | PT      | 36.989  | 1,13%      | Curitiba           | Paraná             |
| 15157  | Manoel Mota                 | PMDB    | 36.927  | 1,12%      | Araranguá          | Santa Catarina     |
| 11223  | Joares Ponticelli           | PP      | 36.179  | 1,10%      | Pouso Redondo      | Santa Catarina     |
| 11111  | Kennedy Nunes               | PP      | 35.524  | 1,08%      | Joinville          | Santa Catarina     |
| 22222  | Odete de Jesus              | PL      | 35.307  | 1,07%      | União da Vitória   | Paraná             |
| 45699  | Marcos Vieira               | PSDB    | 35.072  | 1,07%      | Florianópolis      | Santa Catarina     |
| 15650  | Genésio Goulart             | PMDB    | 33.293  | 1,01%      | Tubarão            | Santa Catarina     |
| 13580  | Pedro Uczai                 | PT      | 33.129  | 1,01%      | Descanso           | Santa Catarina     |
| 13987  | Pedro Baldissera            | PT      | 30.998  | 0,94%      | Caxambu do Sul     | Santa Catarina     |
| 14104  | Narcizo Parisotto           | PTB     | 30.839  | 0,94%      | Concórdia          | Santa Catarina     |
| 15015  | Ada de Luca                 | PMDB    | 30.192  | 0,92%      | Criciúma           | Santa Catarina     |
| 11233  | Reno Caramori               | PP      | 28.594  | 0,87%      | Getúlio Vargas     | Rio Grande do Sul  |
| 11166  | Valmir Comin                | PP      | 26.560  | 0,81%      | Siderópolis        | Santa Catarina     |
| 13470  | Jailson Lima                | PT      | 24.788  | 0,75%      | Siderópolis        | Santa Catarina     |
| 13450  | Dirceu Dresch               | PT      | 24.687  | 0,75%      | Saudades           | Santa Catarina     |
| 12000  | Dagomar Carneiro            | PDT     | 23.547  | 0,72%      | Calmon             | Santa Catarina     |
| 13000  | Décio Góes                  | PT      | 23.010  | 0,70%      | Criciúma           | Santa Catarina     |
| 23122  | Altair Guidi                | PPS     | 18.834  | 0,57%      | Criciúma           | Santa Catarina     |